# Hai, Novhorod-Siverskîi
Hai (în ucraineană Гай) este un sat în comuna Hremeaci din raionul Novhorod-Siverskîi, regiunea Cernihiv, Ucraina.

## Demografie
Componența lingvistică a localității Hai
     Rusă (70%)
     Ucraineană (30%)
Conform recensământului din 2001, majoritatea populației localității Hai era vorbitoare de rusă (70%), existând în minoritate și vorbitori de ucraineană (30%).